# Прима и секонда волта
Прима и секонда волта (итал. prima volta - први пут, seconda volta - други пут) је музичка абревијатура која се пише са две заграде означене римским или арапским бројевима један и два, а служи да олакша и скрати записивање поновљеног одсека неке композиције који није дослован - има другачији завршетак.
Ставља се на крају дела композиције који треба да се понови, као на пример: 